# Chi Song ly
Chi Song ly, tên khoa học Dischidia, là chi thực vật có hoa trong họ Apocynaceae.

## Các loài
Chi này chứa khoảng 120 loài đã biết.

## Hình ảnh

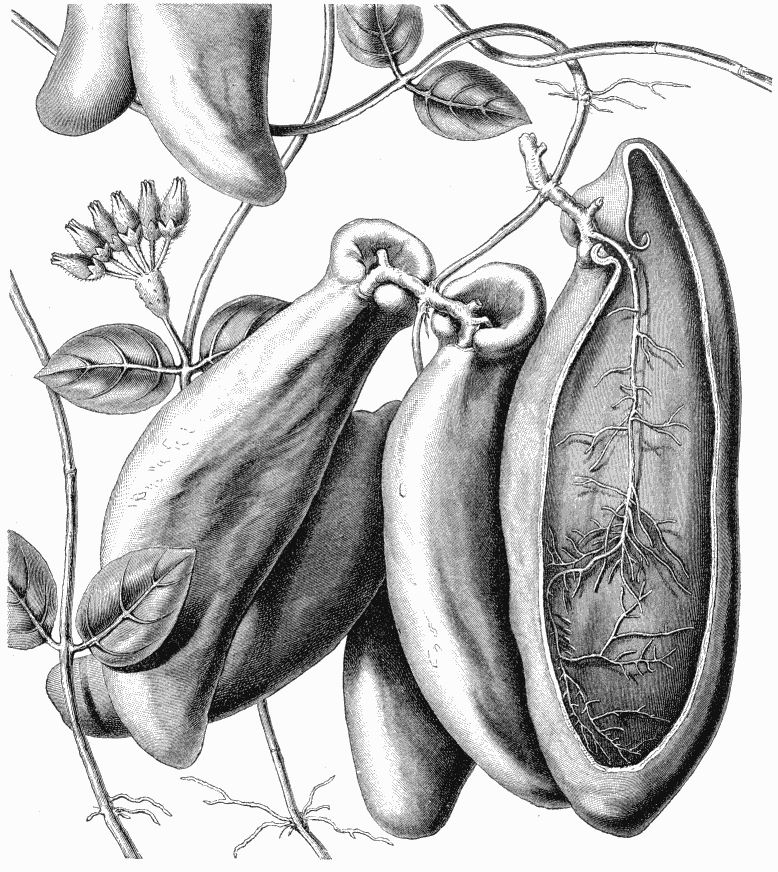
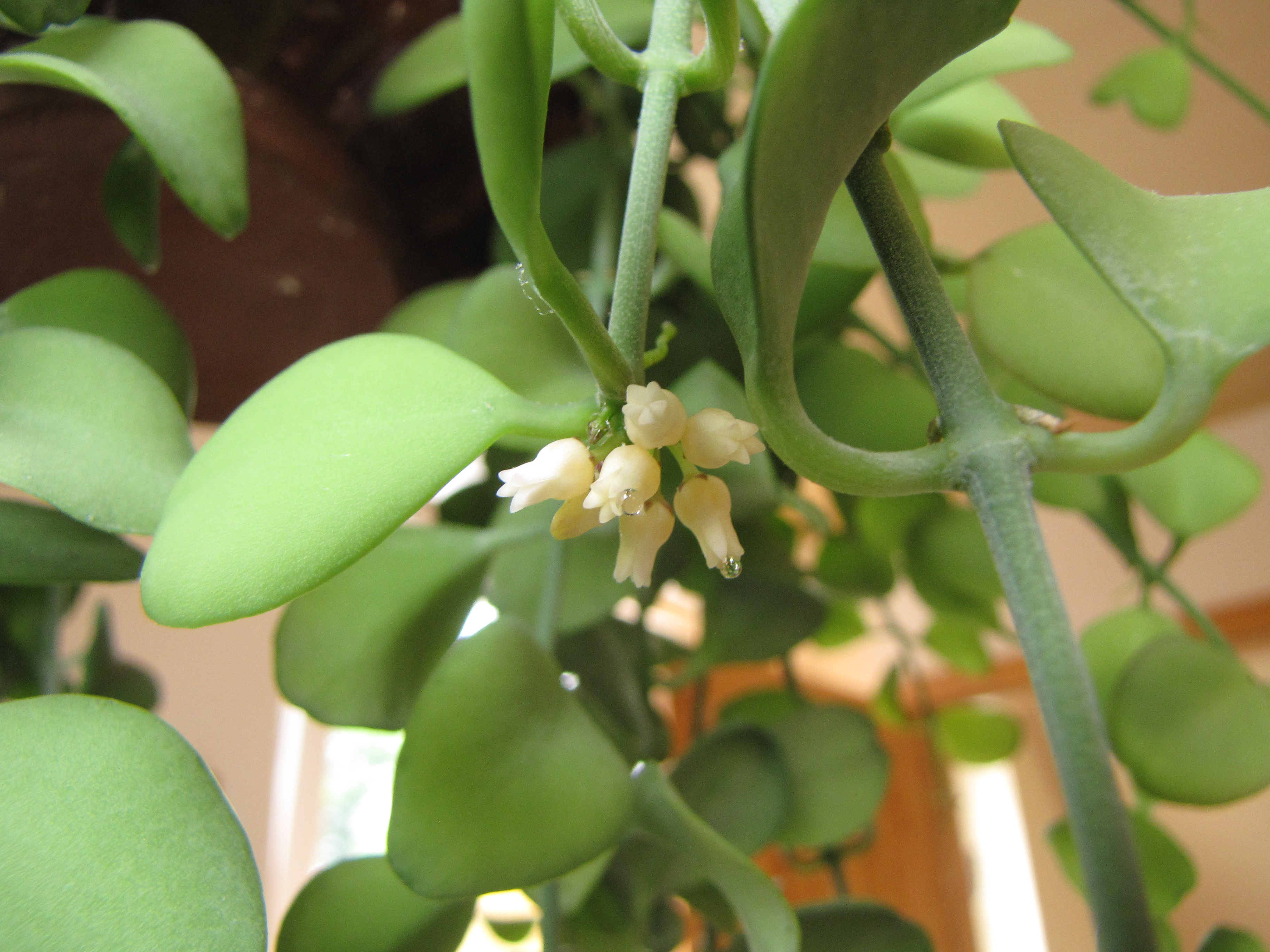
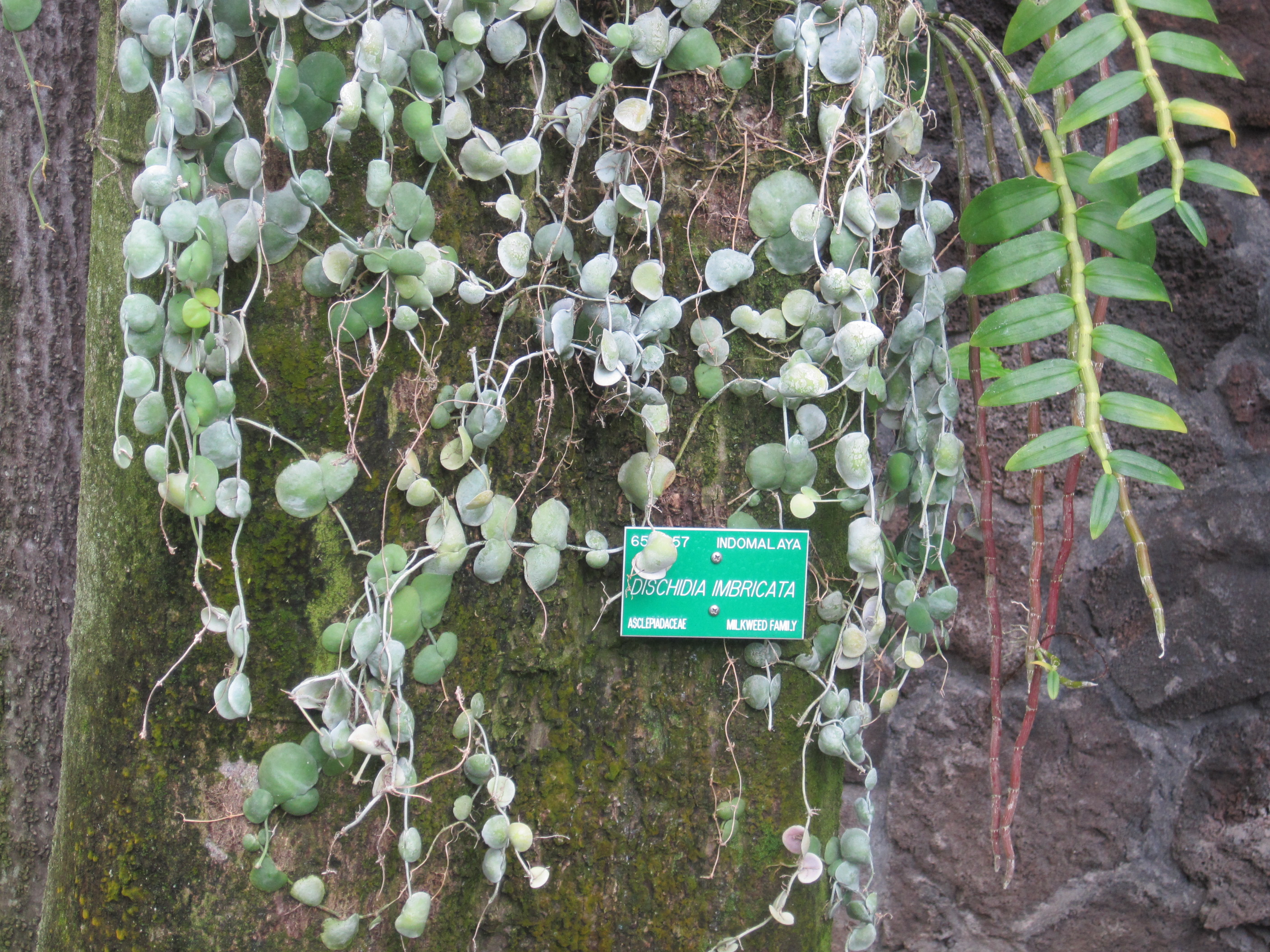
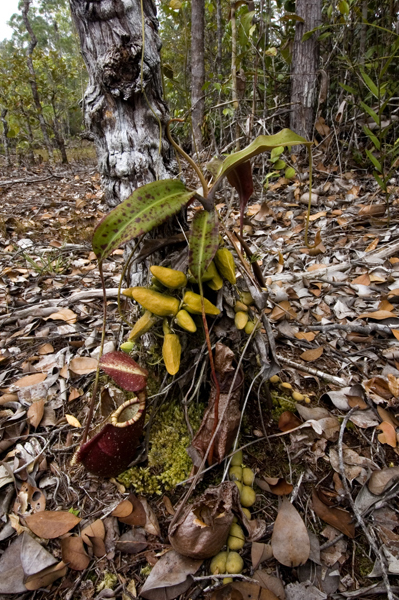